# Bundesregierung Seipel II/III
Die österreichischen Bundesregierungen Seipel II und III amtierten insgesamt vom 17. April 1923 bis 20. November 1924. Regierungschef war Ignaz Seipel, ein katholischer Prälat und Vordenker der CSP.
Die Bundesregierung Seipel II folgte der Bundesregierung Seipel I und amtierte vom 17. April 1923 bis 20. November 1923. Die Bundesregierung Seipel III amtierte vom 20. November 1923 bis 8. November 1924; mit der Fortführung der Geschäfte betraut war sie bis 20. November 1924.
| Amt                                          | Amtsinhaber                                                                            | Partei              |
| -------------------------------------------- | -------------------------------------------------------------------------------------- | ------------------- |
| Bundeskanzler                                | Ignaz Seipel                                                                           | CSP                 |
| Vizekanzler                                  | Felix Frank (mit der sachlichen Leitung der Justizangelegenheiten betraut)             | GdVP                |
| Bundeskanzleramt                             | Bundesminister Alfred Grünberger (mit der Leitung der äußeren Angelegenheiten betraut) | der CSP nahestehend |
| Bundesminister für Unterricht                | Emil Schneider                                                                         | CSP                 |
| Bundesminister für soziale Verwaltung        | Richard Schmitz                                                                        | CSP                 |
| Bundesminister für Finanzen                  | Viktor Kienböck                                                                        | CSP                 |
| Bundesminister für Land- und Forstwirtschaft | Rudolf Buchinger                                                                       | CSP                 |
| Bundesminister für Handel und Verkehr        | Hans Schürff                                                                           | GdVP                |
| Bundesminister für Heereswesen               | Carl Vaugoin                                                                           | CSP                 |